# Rapoo
Shenzhen Rapoo Technology Company Limited (kurz: Rapoo) ist ein 2002 gegründetes chinesisches Unternehmen mit Sitz in Shenzhen, das (teils kabellose) Peripheriegeräte wie Computermäuse, Tastaturen und Headsets herstellt und selbst vertreibt.
Seit April 2011 ist es am  Shenzhen Stock Exchange notiert. Nach eigenen Angaben hatte das Unternehmen 2010 in China einen Marktanteil von rund 43 % an kabellosen Peripheriegeräten. Rund 3000 Mitarbeiter arbeiten für Rapoo.
Seit Juni 2014 ist es unter dem Namen Rapoo Deutschland GmbH auch im deutschen Handelsregister erfasst.